# Louise Pearce

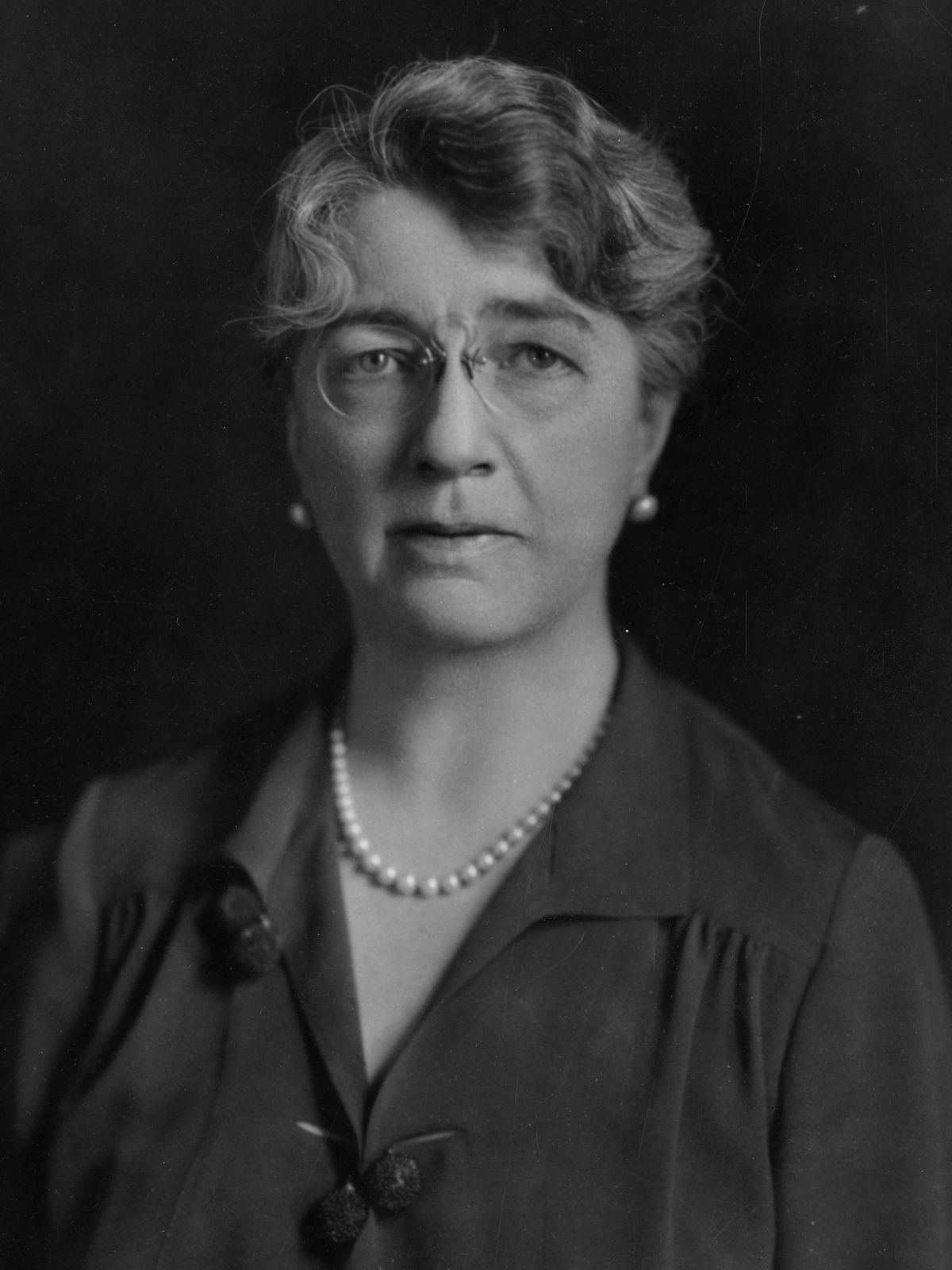
Louise Pearce

Louise Pearce (* 5. März 1885 in Winchester (Massachusetts), USA; † 10. August 1959 in New York City, New Jersey, USA) war eine US-amerikanische Pathologin. Sie forschte am Rockefeller Institute und entwickelte ein Medikament gegen die Afrikanische Schlafkrankheit. Sie wurde 1915 zum ersten weiblichen Mitglied der American Society for Pharmacology and Experimental Therapeutics (ASPET) gewählt.

## Leben und Werk
Pearce war das älteste Kind von Charles Ellis Pearce und Susan Elizabeth Hoyt. Ihre Familie zog nach Kalifornien, wo sie die Girls Collegiate School in Los Angeles besuchte. 1907 erhielt sie einen Bachelor-Abschluss in Physiologie und Histologie an der Stanford University, wo sie Mitglied der Frauengemeinschaft Pi Beta Phi war. Von 1907 bis 1909 studierte sie an der Boston University und wechselte nach zwei Jahren an die Johns Hopkins University School of Medicine in Baltimore, wo sie 1912 promovierte. Anschließend arbeitete sie ein Jahr im Krankenhaus und in der Phipps Psychiatric Clinic.
1913 nahm Pearce als erste Frau eine Forschungsstelle am Rockefeller Institute an und arbeitete als Assistentin von Simon Flexner, dem Direktor des Instituts. Sie forschte von 1913 bis 1951 am Rockefeller Institut und wurde 1923 zum assoziierten Mitglied, jedoch nie zum ordentlichen Mitglied des Instituts befördert. Sie forschte dort einen Großteil ihrer Zeit mit dem Pathologen Wade Hampton Brown zusammen.

## Afrikanische Schlafkrankheit

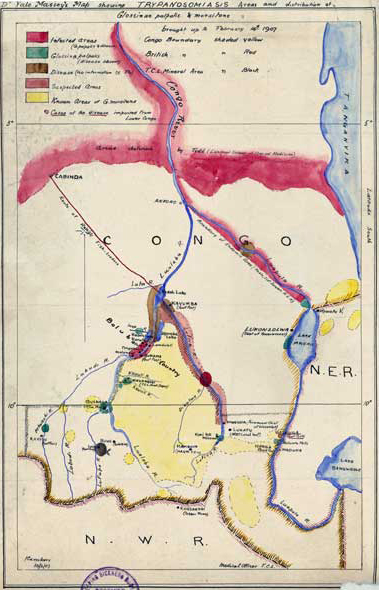
Die Karte zeigt Trypanosomiasis-Gebiete 1907 in Belgisch-Kongo, Afrika. Die Karte zeigt, dass sich die Krankheit entlang der Flussufer ausbreitete

Bis 1903 hatten Forscher festgestellt, dass die Schlafkrankheit durch den Parasiten Trypanosoma verursacht wird, der im Blut und in den Gewebeflüssigkeiten seiner menschlichen Wirte extrazellulär lebt und sich vermehrt. Man vermutete, dass Arsenpräparate bei der Behandlung der Krankheit nützlich sein könnten, aber eine wirksame Behandlung wurde nicht gefunden.
1910 entdeckte der deutsche Chemiker Paul Ehrlich Salvarsan, ein auf Arsen basierendes Medikament gegen Syphilis, und die Wissenschaftler setzten große Hoffnungen auf die Entwicklung anderer Medikamente. Der Erste Weltkrieg unterbrach die Lieferungen von Salvarsan aus Deutschland und damit drohte eine Syphilis-Epidemie in den Vereinigten Staaten. Flexner beauftragte die Biochemiker des Rockefeller Institute, Walter Abraham Jacobs und Michael Heidelberger, mit der Herstellung von Salvarsan. Er beauftragte Pearce und Brown, die verschiedenen Verbindungen auf Arsenbasis zu testen, die sich auf die Schlafkrankheit auswirken könnten. Das Team untersuchte die Auswirkungen von mehr als 243 Arsenika auf Kaninchen, Mäuse, Ratten und Meerschweinchen. Sie entdeckten, dass eine Verbindung, die später Tryparsamid genannt wurde, hochwirksam bei der Zerstörung des Infektionserregers der Schlafkrankheit bei Tieren war. 1919 gaben Pearce und Brown ihre erfolgreichen Ergebnisse im Journal of Experimental Medicine bekannt.
1920 sandte das Rockefeller Institute Pearce nach Léopoldville in Belgisch-Kongo, um Tryparsamid an Menschen zu testen. Sie arbeitete dort mit einem örtlichen Krankenhaus und Labor zusammen, um in Humanstudien die Sicherheit, Wirksamkeit und optimale Dosierung von Tryparsamid zu ermitteln. Fast alle frühen Fälle der zuvor tödlich verlaufenden Krankheit wurden erfolgreich behandelt und die meisten Patienten konnten auch in den späteren Stadien der Schlafkrankheit gerettet werden. Studien am Menschen zeigten auch, dass bei hohen oder wiederholten Dosen von Tryparsamid eine Nebenwirkung anderer Arsenverbindungen, eine Schädigung des Sehnervs und ein Verlust des Sehvermögens, auftreten kann. Dennoch wurde Tryparsamid für mehrere Jahrzehnte zum Mittel der Wahl für die Chemotherapie der Schlafkrankheit. Die Verbindung konnte in das zentrale Nervensystem eindringen und war damit das erste Medikament, das zur Behandlung der Schlafkrankheit im späteren Stadium eingesetzt werden konnte. Es war einfach zu verabreichen, wirkte schnell und heilte mehr als 80 % der Patienten. Spätere Forschungen zeigten, dass es bei einer Variante der Krankheit, Trypanosoma brucei gambiense, am wirksamsten war, weniger bei Trypanosoma brucei rhodesiense.

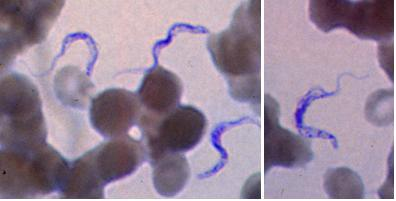
Zwei Bereiche aus einem Blutausstrich eines Patienten mit Afrikanischer Trypanosomiasis (Schlafkrankheit). Dünner Blutausstrich mit Giemsa-Flecken. Typische Trypomastigotenstadien (die einzigen bei Patienten gefundenen Stadien) mit einem hinteren Kinetoplasten, einem zentral gelegenen Kern, einer wellenförmigen Membran und einem vorderen Flagellum. Die beiden Trypanosoma-brucei-Arten, die menschliche Trypanosomiasis verursachen, T. b. gambiense und T. b. rhodesiense, sind morphologisch nicht zu unterscheiden.

Für ihre Arbeit erhielt Pearce 1920 den Orden der Krone von Belgien und 1953 den König-Leopold-II.-Preis in Höhe von 10.000 US-Dollar und den Königlichen Löwenorden. Auch ihre Mitarbeiter wurden für ihre Beiträge geehrt und sie wurde zum Mitglied der Belgischen Gesellschaft für Tropenmedizin gewählt, an deren europäischen Treffen sie von 1921 bis 1939 teilnahm.

## Weitere Forschungen
1923 wurde Pearce zum assoziierten Mitglied des Rockefeller Institute ernannt. Anschließend konzentrierte sie ihre Forschungen auf die Biologie und Vererbung von Krankheiten, insbesondere im Zusammenhang mit Syphilis und Krebs. Von 1920 bis 1928 untersuchte sie mit Brown die Kaninchensyphilis, die der Syphilis beim Menschen sehr ähnlich ist. Pearce entdeckte mit Brown das bei Kaninchen vorkommende Brown-Pearce-Karzinom und verpflanzte erfolgreich das Gewebe des Karzinoms auf andere Kaninchen. Jahrzehntelang war das Brown-Pearce-Karzinom der einzige verfügbare Laborkrebstumor bei der Erforschung menschlicher Krankheiten und wurde von medizinischen Forschern auf der ganzen Welt eingesetzt.
1929 begannen Pearce und Brown ein selektives Zuchtprogramm für Kaninchen. Gemeinsam untersuchten sie Geburtsfehler und die genetische Anfälligkeit des Kaninchens für Infektionen. Ihr Forschungsprojekt wurde bedroht, als die Kaninchenkolonie drei Kaninchenpocken-Epidemien erlitt. Schließlich isolierte Pearce das Kaninchenpockenvirus. 1935 wurde die Kaninchenkolonie aus dem Quartier am Rockefeller Institute an die Princeton University verlagert.
Bis 1940 hatte Pearce bei Kaninchen mehr als zwei Dutzend Erbkrankheiten und Missbildungen isoliert, die Auswirkungen auf die Behandlung menschlicher Krankheiten hatten. Nach Browns Tod 1942 führte sie diese Forschung allein weiter. Sie beendete das Zuchtprogramm und veröffentlichte ihre Ergebnisse zu Osteopetrose und Achondroplasie. Obwohl sie nach ihrer Pensionierung im Jahr 1951 weitere Arbeiten veröffentlichte, wurde der Großteil der verbleibenden Forschung nach ihrem Tod vernichtet. Mehrere Artikel wurden postum veröffentlicht.

## Persönliches Leben
Pearce wohnte in Greenwich Village und teilte ihre Wohnung mit der Ärztin Sara Josephine Baker und der Romanautorin I. A. R. Wylie. Alle drei Frauen waren in dem feministischen Diskussionsclub Heterodoxy aktiv. 1932 zogen Wylie, Baker und Pearce auf die Trevenna Farm in New Jersey. Sie lebten dort zusammen, bis Baker 1945 starb. Pearce verbrachte viel Zeit in Frankreich und England. 1959 erkrankte sie auf einer Rückreise aus Europa an Bord eines Schiffes und starb kurz nach ihrer Ankunft in den Vereinigten Staaten in einem New Yorker Krankenhaus im Alter von 74 Jahren. Wylie starb zwei Monate später. Wylie und Pearce wurden nebeneinander auf dem Henry Skillman Burying Ground auf der Trevenna Farm begraben.

## Mitgliedschaften und Berufsverbände
- 1915: erstes gewähltes weibliches Mitglied der American Society for Pharmacology and Experimental Therapeutics (ASPET)
- 1921: Ernennung zum Treuhänder der New Yorker Krankenstation für Frauen und Kinder
- 1923: Ernennung zum assoziierten Mitglied des Rockefeller Institute
- 1925: Ernennung zum General Advisory Council of the American Social Hygiene Association
- 1931: Ernennung zur Gastprofessorin für Syphilologie am Peiping Union Medical College, Republik China
- 1931: Ernennung zum National Research Council
- 1941: Ernennung zum Vorstandsmitglied der Corporation of the Philadelphia Women’s Medical College
- 1945: Direktorin der Association of University Women
- 1946–1951: Präsidentin des Woman’s Medical College of Pennsylvania
- 1946–1951: Präsidentin der Gesellschaft des Philadelphia Women’s Medical College

## Auszeichnungen und Ehrungen (Auswahl)
- 1920: Kronenorden (Belgien)
- 1953: König-Leopold-II.-Preis
- 1953: Officer des Löwenordens (Belgien)
- 1947: Ehrendoktorwürde des Wilson College
- 1948: Ehrendoktorwürde, Litt. D., Arcadia University
- 1950: Ehrendoktorwürde, Sc. D., Bucknell University
- 1950: Ehrendoktorwürde, LL. D., Skidmore College
- 1952: Ehrendoktorwürde, D.M.S., Woman’s Medical College of Pennsylvania

## Veröffentlichungen (Auswahl)
- mit W.H. Brown: Chemotherapy of trypanosoma and spirochaete infections. Biological series. I. The toxic action of N-phenylglycineamide-p-arsonic acid. Journal of Experimental Medicine, Vol. 30, 1919.
- mit C.M. Van Allen: Effects of operative interference with the endocrines on the growth and malignancy of a transplanted tumor of the rabbits. Transactions of the Association of American Physicians, Vol. 38, 1923.
- Tryparsamide treatment of African Sleeping Sickness. Science, 1925, 61, S. 90–92
- mit A.E. Casey: Studies in the blood cytology of the rabbit. I. Blood counts in normal rabbits. Journal of Experimental Medicine, Vol. 51, 1930.
- The treatment of human trypanosomiasis with tryparsamide: A Critical Review. Rockefeller Institute for Medical Research, Monograph no. 23, 1930.
- Experimental Syphilis of Oriental Origin: Clinical Reaction in the Rabbit. Journal of Experimental Medicine, Vol. 67, 1938.
- Hereditary osteopetrosis of the rabbit. II. X-ray, haematologic, and chemical observations. Journal of Experimental Medicine, Vol. 88, 1948.
- Hereditary distal foreleg curvature in the rabbit. II. Genetic and pathological aspects. Journal of Experimental Medicine, Vol. 111, 1960.